# Decade in the Sun: Best of Stereophonics
Decade in the Sun: Best of Stereophonics  è una raccolta del gruppo rock alternativo gallese Stereophonics pubblicata il 10 novembre 2008. Copre l'intera carriera del gruppo dal 1997 al 2008 e contiene due brani inediti. È stata messa sul mercato anche un'edizione speciale contenente due dischi, oltre a un DVD contenente tutte le clip delle canzoni.
Cinque canzoni sono tratte dall'album Just Enough Education to Perform, sette da Performance and Cocktails, sette da Word Gets Around, quattro da Language. Sex. Violence. Other?, sei da You Gotta Go There to Come Back, quattro da Pull the Pin, una dall'album di Tom Jones Reload. Vi sono inoltre due lati b, due singoli non inclusi in nessun album e due canzoni inedite. 

## Tracce
1. Dakota
2. The Bartender and the Thief
3. Just Looking
4. Have a Nice Day
5. Local Boy in the Photograph
6. Maybe Tomorrow
7. Superman
8. Pick A Part That's New
9. My Own Worst Enemy
10. I Wouldn't Believe Your Radio
11. You're My Star
12. Mr. Writer
13. Step on My Old Size Nines
14. Devil
15. It Means Nothing
16. A Thousand Trees
17. Vegas Two Times
18. Traffic
19. More Life in a Tramps Vest
20. Handbags and Gladrags